# Kim Chace
Kimberly Ann Chace (Manchester, 4 de maio de 1956) é uma ex-ginasta estadunidense, que competiu em provas de ginástica artística.
Chace fez parte da equipe estadunidense que disputou os Jogos Pan-americanos de Cali, na Colômbia. Neles, foi membro da seleção tetracampeã por equipes, ao superar as cubanas. Individualmente, subiu ao pódio ainda em quatro disputas, das cinco: venceu a prova da trave, após superar a cubana Vivian García e as compatriotas Linda Metheny e Roxanne Pierce; no solo, foi a segunda colocada e no individual geral e nas barras assimétricas, a medalhista de bronze. Ao longo da carreira, competiu nos Jogos Olímpicos de Munique e nas Olimpíadas de Montreal, alcançando, como melhores colocações, o quarto e sexto lugares no evento coletivo.